# Terc-butoxid draselný
terc-Butoxid draselný je organická sloučenina se vzorcem K+(CH3)3CO−. Díky své silné zásaditosti má využití v organické syntéze. Často se řadí mezi soli, čemuž mnohdy odpovídá reaktivita, ovšem v roztocích nebývá ionizován.

## Příprava
terc-Butoxid draselný lze zakoupit jako pevnou látku nebo roztok, ovšem většinou se připravuje v laboratoři krátce před použitím, protože je nestabilní a starší vzorky často ztrácejí na kvalitě. Připravuje se reakcí bezvodého terc-butanolu s kovovým draslíkem. Odpařením rozpouštědla a následným přečištěním při 220 °C a 0,8 kPa se získá čistý produkt.

## Struktura
t-Butoxid draselný krystalizuje při −20 °C ze směsi tetrahydrofuranu a pentanu jako [tBuOK·tBuOH]∞, který se skládá z lineárních řetězců pospojovaných vodíkovými vazbami. Sublimací z tohoto produktu vzniká tetramer [tBuOK]4, který má strukturu podobnou kubanu. Rozpouštěním ve slabších Lewisových zásadách, jako jsou tetrahydrofuran a diethylether, nedochází k narušení tetramerní struktury, která přetrvává v roztoku, pevném i plynném skupenství.

## Reakce
terc-Butoxid draselný reaguje s chloroformem za tvorby dichlorkarbenu, přičemž může dojít ke vznícení reakční směsi. terc-Butoxid draselný by neměl přijít do styku s dichlormethanem.

## Použití
terc-Butoxidy se obecně používají v organické chemii jako silné nenukleofilní zásady. Jsou slabšími zásadami než amidy, jako například diisopropylamid lithný, ale silnější než hydroxid draselný. Objemné terc-butylové skupiny se v důsledku sterických působení nemohou zapojit do nukleofilních adicí, jako jsou SN2 reakce. Mezi substráty, které mohou být deprotonovány terc-butoxidem draselným patří sloučeniny obsahující methylenové skupiny nebo koncové trojné vazby. terc-Butoxid draselný je také užitečným činidlem při dehydrohalogenačních reakcích.
terc-Butoxid draselný katalyzuje reakci hydrosilanů s heterocyklickými sloučeninami vedoucí ke vzniku silylovaných derivátů za uvolnění H2.